# Rio Gurinhém

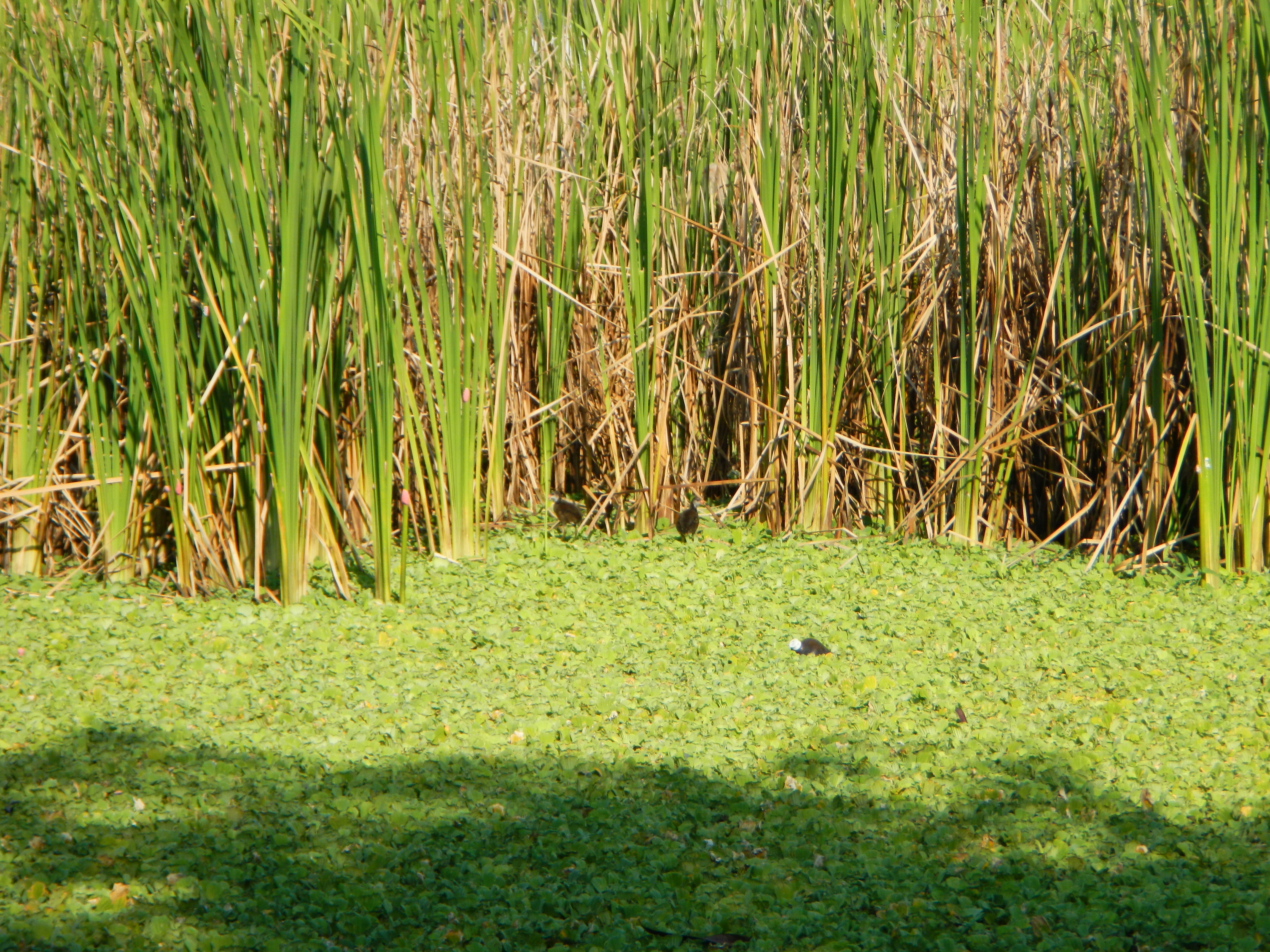
Alface-d'água, planta aquática comum no rio Gurinhém.

O rio Gurinhém é um curso de água do estado da Paraíba, no Brasil, afluente da margem esquerda do rio Paraíba do Norte.

## Etimologia
Há duas versões credíveis para a origem do nome do rio. O historiador Teodoro Sampaio, em seu Vocabulário geográfico brasileiro, acredita proceder ou da corruptela guirá-nhë, que significa «o canto dos pássaros», ou de gurí-nhé e significar «o rumor dos bagres».

## Sub-bacia hidrográfica

### Características
Anteriormente conhecido como «rio Cantagalo», devido a sua origem na Serra Cantagalo, no município da Serra Redonda, o rio Gurinhém deu nome ao município homônimo. De regime intermitente, é o principal afluente da margem esquerda do rio Paraíba. Sua foz localiza-se na Fazenda Maraú, na divisa entre o município de Cruz do Espírito Santo e São Miguel de Taipu. Seus principais tributários são os rios Gurinhezinho e Salgado, além dos riachos Morcego, Boi, Carrapícho, Verde, Tamanduá, Lagoa Nova, Cipoal, Três Passagens, Camucá, e Riachão.
Em virtude do regime caudal irregular, o rio é propenso a períodos em que seca quase completamente e outros em que tem cheias volumosas e destruidoras. Na década de 1980, um inverno de chuvas rigorosas provocou uma grande enchente que fez estourarem suas represas, inundando ruas e casas gurinheenses e desabrigando muitas famílias. Sem ter para onde ir, essa população alojou-se em escolas públicas locais até que o poder público criasse uma nova área para abrigá-los. Em 2004 outra uma grande enchente deixou 240 famílias desabrigadas.
A Associação da Comunidade de Barra de Antas, que reúne 150 famílias da região, conseguiu conscientizar a comunidade para evitar a poluição do rio. Antes uma usina local e a própria comunidade jogavam o lixo em três lixões às margens do rio. Atualmente a prefeitura de Gurinhém faz a coleta.

### Canal Acauã–Araçagi
Considerada a porta de entrada das águas do rio São Francisco no estado, que chegara via «Canal Leste», o canal Acauã–Araçagi é uma obra de grande envergadura, orçada em 933 milhões de reais. A obra foi iniciada em outubro de 2012 e prevê-se que irrigará 16 mil hectares de terras agricultáveis.
O canal foi considerado a maior obra hídrica dos últimos trinta anos na Paraíba, pois terá terá 112 km de extensão quando estiver concluído, e garantirá água para 500 mil habitantes de 35 cidades. Tal canal visa integrar as bacias hidrográficas da região litorânea paraibana a fim de aproveitar as águas vindas do São Francisco. Finda a construção, haverá conexão entre as bacias e sub-bacias do Paraíba, Camaratuba, Gurinhém, Miriri e Araçagi–Mamanguape.